# روبن سيمون
روبن سيمون (بالإنجليزية: Robin Simon)‏ هو عازف قيثارة بريطاني، ولد في 12 يوليو 1956 في هاليفاكس في المملكة المتحدة.